# Sergio Claudio dos Santos
Sergio Claudio dos Santos, ismertebb nevén Serginho (Nilópolis, Rio de Janeiro, Brazília, 1971. június 27.–) brazil visszavonult labdarúgó, balhátvádként, vagy legtöbbször bal oldali középpályásként játszott, az AC Milan csapatával érte el legnagyobb sikereit. Az olasz klubnál kapta egyik becenevét, az Il Concorde nevet a Milan fanatikusai adták neki fáradhatatlansága  és gyorsasága miatt.

## Pályafutása
Bár több brazil klubban is megfordult, valójában a São Paulo klubjában eltöltött évei alatt vált ismertté, ezek után vette meg ugyanis Európa egyik legnagyobb klubcsapata, az AC Milan. Serginho a csapatban az első években leginkább csere volt, a 2003-as Bajnokok ligája-döntőben is csereként állt be a 71. percben, a mérkőzés tizenegyesekkel dőlt el, Serginho értékesítette a Milan egyik lövését.
2005-ben szintén Bajnokok Ligája döntős volt a Milan, Serginho ismét abban a helyzetben volt, mint 2 évvel ezelőtt, tizenegyesekkel dőlt el a párharc, ismét kiállt a csapatért, hiszen ő értékesítette a pontrúgást, érdekesség még, hogy ismét csereként állt be.
Serginho karrierje csúcspontján volt a piros-feketéknél, amikor az ősi rivális Internazionale 6 gólos kiverésével egy góllal járult hozzá a sikerhez 2001 májusában.
A brazil 10-szer lépett pályára a válogatottban, részt vett az 1999-es konföderációs kupa keretében is, gólt azonban nem szerzett.
2008. május 16-án jelentette be visszavonulását honfitársával, Cafuval együtt, május 18-án játszotta utolsó meccsét az Udinese ellen.

## Sikerei, díjai
- Olasz bajnok: 2004
- Olasz Kupa-győztes:2003
- Bajnokok Ligája-győztes:2003,2007
- FIFA-klubvilágbajnokság: 2007
- UEFA-szuperkupa-győztes: 2003,2007

## Külső hivatkozások
- Profilja az UEFA.com oldalán